# San José, Siltepec
San José är en ort i Mexiko.   Den ligger i kommunen Siltepec och delstaten Chiapas, i den sydöstra delen av landet, 800 km sydost om huvudstaden Mexico City. San José ligger 1 690 meter över havet och antalet invånare är 110.
Terrängen runt San José är bergig åt sydost, men åt nordväst är den kuperad. Runt San José är det ganska glesbefolkat, med 50 invånare per kvadratkilometer. Närmaste större samhälle är El Porvenir de Velasco Suárez, 16,6 km sydost om San José. I omgivningarna runt San José växer huvudsakligen savannskog.